# Butch Lee

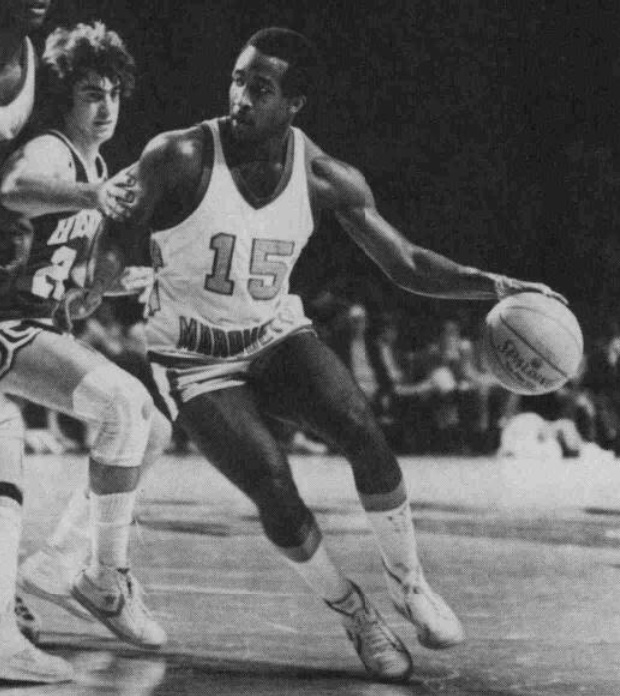
Foto do ex-jogador Butch Lee.

Butch Lee é um ex-jogador de basquete norte-americano que foi campeão da Temporada da NBA de 1979-80 jogando pelo Los Angeles Lakers.